# Ylä-Tuomiojärvi
Ylä-Tuomiojärvi är en sjö i kommunen Jyväskylä i landskapet Mellersta Finland i Finland. Sjön ligger 115,7 meter över havet. Den är 33 meter djup. Arean är 76 hektar och strandlinjen är 5,92 kilometer lång. Sjön  ingår i Kymmene älvs huvudavrinningsområde.   Den ligger nära Jyväskylä och omkring 240 kilometer norr om Helsingfors. 